# Француско-мексички рат
Друга француска интервенција у Мексику је била инвазија Мексика крајем 1861. које је извршило Друго француско царство, које је у почетку имало подршку Велике Британије и Шпаније. Уследило суспензију плаћања камата према иностранству по одлуци председника Бенита Хуареза од 17. јула 1861, што је разљутило ова три главна мексичка повериоца.
Француски цар Наполеон III је био иницијатор инвазије, оправдаваћи војну интервенцију посвећеношћу слободној трговини. За њега би пријатељски влада у Мексику би осигурала европски приступ латиноамеричким тржиштима. Наполеон је такође желео сребро која би могла бити вађено у Мексику за финансирање свог царство. Направио је коалицију са Шпанијом и Великом Британијом, док су САД биле дубоко увучене у Амерички грађански рат.
Ове три европске силе потписале Лондонски споразум 31. октобра 1861. да уједине своје напоре да добију исплате из Мексика. Шпанска флота и војска су 8. децембра стигле до главне мексичке луке Веракруз. Када су Британци и Шпанци открили да Француска планира да присвоји цео Мексико, брзо су се повукли из коалиције.
Потоња француска инвазија је довело до Другог мексичког царства. Од Француза наметнуто царство у Мексику су подржавали римокатоличко свештенство, конзервативни елемената у вишој класи, и неке домородачке заједнице. Мандат председника Бенита Хуареза (1858-71) је прекинутом владавином хабсбуршке монархије у Мексику (1864-67). Конзервативци, и већина мексичког плмества су покушали да оживе монархијски облик владавине када су помогли да се у Мексико доведе надвојвода из Краљевског Дома Аустрије, Максимилјиан Фердинанд, или Максимилијан I. Француска је имала различите интересе у овој мексичкој кампањи, као што су тражење помирења са Аустријом, која је поражена у Француско-аустријском рату 1859, стварање противтеже растућој протестантској америчкој моћи стварањем моћног суседног католичког царства, и искоришћавање богатих рудника на северозападу земље.
Након жестоког герилског отпора на челу са Хуарезом, који никада није престао да постоји чак и након што је главни град Мексико освојен 1863, Французи су крају су истерани из Мексика, а сам Максимилијан је погубљен 1867. године.